# Jim Bolger
James Brendan Bolger, más conocido como "Jim" Bolger, ONZ (n. 31 de mayo de 1935) fue el primer ministro de Nueva Zelanda del 2 de noviembre de 1990 hasta el 7 de diciembre de 1997.

## Primeros años
Bolger nació en Opunake, Taranaki el 31 de mayo de 1935, hijo de granjeros inmigrantes de Wexford, Irlanda. Abandonó la escuela a los 15 años.

## Como miembro del Parlamento
Bolger ingresó a la política en 1972 como miembro del Parlamento por el Partido Nacional de Nueva Zelanda representando a King Country. Representó este electorado, renombrado como Taranaki-King Country en 1996, hasta su retiro en 1998. En 1975 fue hecho ministro bajo el mandato del primer ministro Robert Muldoon, sirviendo primero como ministro de Pesca y más tarde como ministro de Agricultura.
Luego de la derrota del Partido Nacional en las elecciones generales de 1984, Bolger y el segundo al mando Jim McLay retaron a Muldoon por el liderazgo del partido. McLay ganó. En 1986 Bolger hizo un segundo intento y logró desbancar a Jim McLay como líder. Luego del fracaso para el Partido Nacional en las elecciones de 1987, el partido, bajo el mando de Bolger, ganó, en 1990, con el rango de votos más grande de la historia de Nueva Zelanda. Como resultado, Bolger fue designado primer ministro.

## Como primer ministro

### Política económica

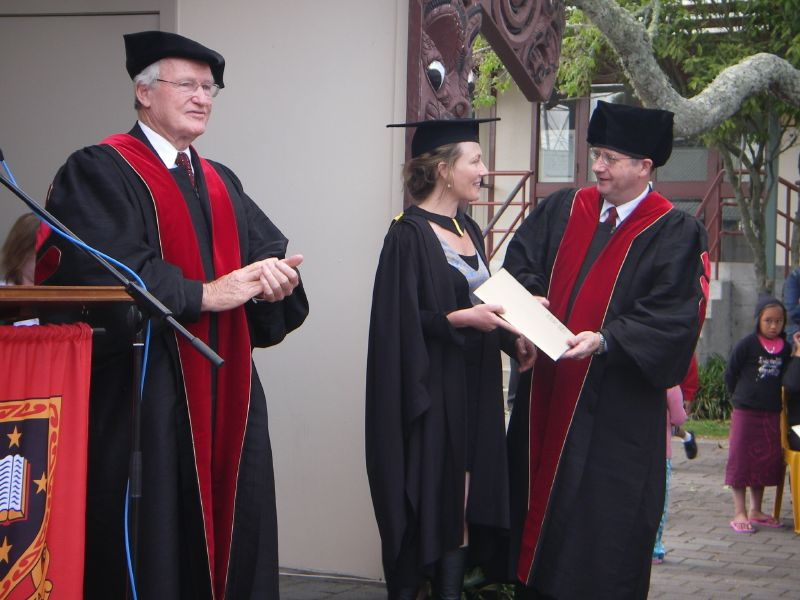
Jim Bolger preside una graduación en la Universidad de Waikato.

El gobierno de Bolger inicialmente siguió con las reformas económicas y sociales neoliberales del anterior gobierno Laborista, con el ministro de Finanzas Ruth Richardson implementando drásticos cortes en gastos públicos, especialmente en salud y bienestar. Las prestaciones para los desempleados o los enfermos, así como las ayudas familiares, se redujeron considerablemente. Los servicios que antes eran gratuitos en hospitales y escuelas pasaron a ser de pago.
El mercado laboral se liberalizó aún más, provocando un descenso de la sindicalización en los años siguientes a la aprobación de la ley. El gobierno también introdujo la Ley de la Construcción de 1991, que se considera el principal factor de la crisis de la vivienda en la década siguiente. Se abandonaron las promesas de campaña sobre la supresión del recargo de las pensiones y las tasas de educación superior.

### Políticas internacionales
El gobierno de Bolger continuó con la política antinuclear del antiguo gobierno.

### Reforma electoral
A pesar de la oposición de su partido, Bolger realizó un referendo acerca de si Nueva Zelanda debería cambiar su sistema electoral de escrutinio uninominal mayoritario a uno de escrutinio proporcional plurinominal. En 1992, los neozelandeses votaron para cambiarse al sistema de representación proporcional mixta. Esto fue confirmado en un referéndum decisorio realizado al mismo tiempo que las elecciones generales de 1993. Bolger había propuesto originalmente un regreso al sistema bicameral, con un senado electo popularmente. Sin embargo el retiro su propuesta para apoyar la reforma electoral.

### Republicanismo
En 1994, Bolger sorprendió cuando sugirió que Nueva Zelanda debería convertirse en una república y dejar de ser una monarquía constitucional, tal como lo había sugerido en Australia el primer ministro Paul Keating. Bolger negó que su punto de vista estuviera relacionado con su herencia irlandesa. El llamado de Bolger para una república fue rechazado públicamente por tres miembros de su gabinete y la idea de una república era apoyada por cerca de un tercio de la población. Las propuestas para eliminar al Consejo Privado como la más alta corte de apelaciones también falló en ganar apoyo popular, sin embargo el actual gobierno Laborista abolió el derecho de apelación en 2003. El gobierno de Bolger también terminó con la entrega de Honores Británicos en 1996, introduciendo el Sistema de Honores de Nueva Zelanda. En una conferencia acerca de su gobierno en 2007, Bolger dijo haber hablado con la Reina acerca de Nueva Zelanda convirtiéndose en república: "He hablado más de una vez con Su Majestad acerca de mi punto de vista de que Nueva Zelanda eligiera en algún punto su propio Jefe de Estado, discutimos el asunto en la vía más sensible posible y ella no estaba sorprendida ni alarmada, ni tampoco cortó mi cabeza.".

### Representación proporcional mixta
En 1996, Nueva Zelanda realizó sus primeras elecciones bajo el sistema de representación proporcional mixta, y Bolger fue nombrado primer ministro provisional mientras se formaba una coalición con una mayoría en el Parlamento. Tanto Bolger, como la líder Laborista Helen Clark buscaron el apoyo del Partido Nueva Zelanda Primero, el cual mantenía el equilibrio de poder. Su líder, Winston Peters, había abandonado el Partido Nacional para formar su propio partido y se opuso a muchas de las reformas de libre comercio implementadas por los Nacionales, y el Partido Laborista antes de este. En diciembre de ese año una coalición fue formada entre el Partido Nacional y Nueva Zelanda Primero, con Peters siendo nombrado en el puesto de Tesorero.

### Tratado de Waitangi
El gobierno de Bolger también logró llegar a un acuerdo en tres de las demandas acerca del Tratado de Waitangi. Gracias al trabajo del ministro de Justicia Sir Douglas Graham, el Ngāi Tahu, Waikato-Tainui y los pescadores fue posible llegar a acuerdos. Sin embargo, la creación del llamado "paquete fiscal" de NZ$1 millón para acuerdos para todas las demandas fue una movida impopular con los maoríes.

## Dimisión
Una creciente oposición al paso lento de Bolger produjo que la ministra de Transporte Jenny Shipley ganara apoyo en 1997. Bolger estaba fuera del país en ese entonces y cuando volvió no encontró apoyo suficiente como para permanecer como líder del partido ni como primer ministro. Renunció el 8 de diciembre y Shipley se convirtió en la primera mujer en Nueva Zelanda en ocupar el cargo. Bolger subsecuentemente fue hecho un ministro de menor rango en el gobierno de Shipley.

## Vida luego de la política
Bolger se retiró como miembro del Parlamento por Taranaki-King Country en 1998 y fue seleccionado para la posición de Embajador a los Estados Unidos, donde sirvió hasta 2001. En su regreso a Nueva Zelanda, fue hecho presidente del banco estatal Kiwibank y de New Zealand Post, cargos que todavía ocupa en la actualidad. También preside Express Couriers Ltd, Trustees Executors Ltd, the Gas Company Ltd, la Junta Consultiva del Foro Mundial de Agricultura, con sede en San Luis, Estados Unidos, el New Zealand United States Council y la Junta de Directores del Ian Axford Fellowships in Public Policy. Bolger fue hecho miembro de la Orden de Nueva Zelanda en 1997.
Bolger fue elegido Canciller de la University of Waikato el 14 de febrero de 2007, sucediendo a John Jackman. En abril de 2007 Bolger reveló en una conferencia que padece de una dolorosa enfermedad nerviosa llamada neuralgia del trigémino, pero no es una amenaza para su vida.
Bolger es católico y tiene nueve hijos. Además es una persona provida.